# Championnat d'Irlande de football 1912-1913
Navigation
Édition précédente Édition suivante
Le vingt-troisième championnat d'Irlande de football se déroule en 1912-1913. Le championnat est étendu à 10 clubs. Deux clubs font donc leur apparition. Bohemian FC fait son retour après une année d’absence. Tritonville un autre club de Dublin fait lui sa toute première apparition. La présence de ce club ne sera que très brève : une année en tout et pour tout
À la fin de la saison deux équipes sont promises à la descente. Le championnat recomptera 8 clubs pour la saison 1913-1914.
Glentoran FC remporte son deuxième titre d’affilée. C’est son cinquième titre de champion d’Irlande .

## Les 10 clubs participants
- Belfast Celtic Football Club
- Bohemian Football Club
- Cliftonville Football Club
- Derry Celtic Football Club
- Distillery Football Club
- Glenavon Football Club
- Glentoran Football Club
- Linfield Football and Athletic Club
- Shelbourne Football Club
- Tritonville Football Club

## Classement
| Rang | Équipe          | Pts | J  | G  | N | P  | Bp | Bc | Diff |
| ---- | --------------- | --- | -- | -- | - | -- | -- | -- | ---- |
| 1    | Glentoran FC    | 26  | 18 | 12 | 2 | 4  | 37 | 16 | +21  |
| 2    | Distillery FC   | 24  | 18 | 11 | 2 | 5  | 34 | 17 | +17  |
| 3    | Linfield FC     | 23  | 18 | 9  | 5 | 4  | 29 | 23 | +6   |
| 4    | Glenavon FC     | 20  | 18 | 9  | 2 | 7  | 25 | 17 | +8   |
| 5    | Cliftonville FC | 19  | 18 | 8  | 3 | 7  | 23 | 23 | 0    |
| 6    | Bohemian FC     | 18  | 18 | 8  | 2 | 8  | 31 | 28 | +3   |
| 7    | Belfast Celtic  | 18  | 18 | 7  | 4 | 7  | 24 | 26 | -2   |
| 8    | Shelbourne FC   | 18  | 18 | 7  | 4 | 7  | 20 | 23 | -3   |
| 9    | Derry Celtic    | 9   | 18 | 3  | 3 | 12 | 17 | 39 | -22  |
| 10   | Tritonville FC  | 5   | 18 | 2  | 1 | 15 | 27 | 55 | -28  |

|  | Champion d'Irlande |
|  | Relégation         |

## Bilan de la saison
| Tableau d'Honneur                 |              |
| Compétition                       | Vainqueur    |
| Championnat d'Irlande de football | Glentoran FC |
| Coupe d'Irlande de football       | Linfield FC  |

| Promotions et relégations |                          |
| Relégués                  | Derry Celtic Tritonville |
| Promus                    | Aucun                    |